# 博基薩島

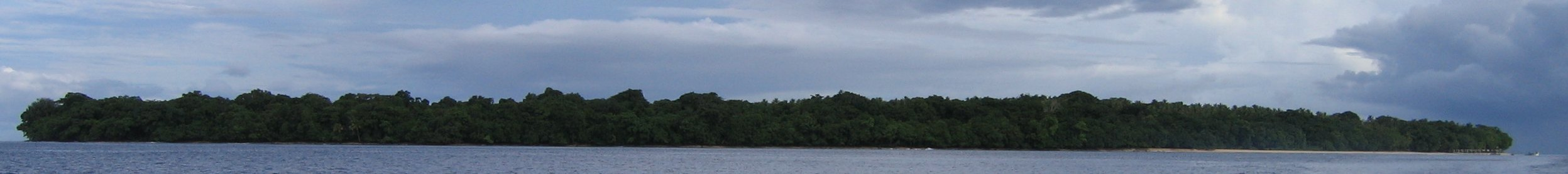

博基薩島是太平洋島國瓦努阿圖的島嶼，位於埃斯皮里圖桑托島以南10公里，由桑馬省負責管轄，面積0.64平方公里，島上有茂密的種被覆蓋，四周被珊瑚礁環繞。

## 外部連結
- Bokissa Island Resort web site （页面存档备份，存于）

15°35′S 167°15′E / 15.583°S 167.250°E